# هيو موريس (لاعب كرة قدم)
هيو موريس (بالإنجليزية: Hugh Morris)‏ هو لاعب كرة قدم بريطاني (وحمل سابقاً جنسية المملكة المتحدة لبريطانيا العظمى وأيرلندا) في مركز مهاجم داخلي، ولد في 1872 في المملكة المتحدة، وتوفي بنفس المكان في 20 سبتمبر 1897 بسبب سل. شارك مع منتخب ويلز لكرة القدم. أما مع النوادي، فقد لعب مع شيفيلد يونايتد وغريمسبي تاون ومانشستر سيتي ونادي ميلوول.

## وصلات خارجية
- هيو موريس على موقع قاعدة بيانات كرة القدم.إي يو (الإنجليزية)